# Führer-Grenadier-Brigade
De Führer-Grenadier-Brigade was een Duitse eenheid ter grootte van een brigade van de Wehrmacht in de Tweede Wereldoorlog. Voortkomend uit het Führer-Grenadier-Bataillon, werd de brigade ingezet aan het oostfront en later bij de Slag om de Ardennen.

## Krijgsgeschiedenis

### Kampfgruppe Führer-Grenadier-Brigade
De eenheid werd eerst opgericht als Kampfgruppe Führer-Grenadier-Brigade op 10 juli 1944 in Oost-Pruisen uit het Führer-Grenadier-Bataillon. Medio augustus 1944 volgde dan al transport naar het oostfront, naar het 4e Leger. Van 25 tot 30 oktober 1944 voerde de Kampfgruppe dan een tegenaanval uit ten noordwesten van Goldap om daar de Sovjet doorbraak af te knijpen. Daarna was de Kampfgruppe in actie om het gat in het front zuidoostelijk van Gumbinnen te sluiten. Vervolgens duurden de defensieve slagen in dit gebied tot eind november 1944. Daarop volgde een treintransport van de Kampfgruppe naar Cottbus/Guben.

### Führer-Grenadier-Brigade
Hier volgde een opfrissing door de Ersatz-Brigade Großdeutschland en opvulling tot volledige brigade. Daarnaast werd op 16 december 1944 de Heeres-Sturmartillerie-Brigade 911 onder bevel geplaatst en werd de 2e batterij van de Artillerie-Abteilung "FGB" opgericht. De brigade kwam in actie in het Ardennenoffensief vanaf 22 december 1944. Hier volgde een opmars vanuit Vianden richting Martelange en uiteindelijk terugtocht gevechten bij Wiltz, die tot medio januari 1945 duurden. Daarna volgde transport terug naar Cottbus.

### Einde
In Cottbus werd de brigade op 26 januari 1945 omgedoopt/omgevormd in Führer-Grenadier-Divisie.  

## Samenstelling

### Juli 1944
- 3 bataljons (I, III en IV), V in oprichting
- ondersteunende compagnieën 17 (s.lG), 18 (Flak), 19 (Pz.Pi.)
- Panzer-Abteilung (Panther).

### September 1944
In september stapten het I. en V. bataljon uit en gingen verder als Führer-Begleit-Regiment. De brigade werd op Oefenterrein Fallingbostel opnieuw opgesteld:
- I. bataljon (SPW) uit oude III. bataljon
- II. bataljon (Gren.) uit oude IV. bataljon
- III. bataljon (Panzer) uit de Panzer-Abteilung
- ondersteunende compagnieën 13 (Vers.), 17 (s.lG, uit 17), 15 (Flak, uit 18), 19 (Pz.Pi., uit 16)
- Artilleriebataljon met 3 batterijen
- Panzerjäger compagnie
- Feldersatz-Bataljon

In december werden nog een staf van een Gren.Rgt. FG B en een Pz.Rgt. FG B gevormd en het Grenadierbataljon z.b.V. 929 (Radf.)

## Bovenliggende bevelslagen
| Legerkorps         | Leger              | Legergroep         | Plaats/regio | Begin              | Eind                |
| ------------------ | ------------------ | ------------------ | ------------ | ------------------ | ------------------- |
| 39e Pantserkorps   | 4. Armee           | Heeresgruppe Mitte | Goldap       | eind oktober 1944  | eind november 1944  |
| direct onder bevel | direct onder bevel | Heeresgruppe Mitte | Cottbus      | eind november 1944 | medio december 1944 |
| 53e Legerkorps     | 7. Armee           | Heeresgruppe B     | Ardennen     | 22 december 1944   | medio januari 1945  |

## Commandanten
| Rang   | Naam                | Begin            | Eind             |
| ------ | ------------------- | ---------------- | ---------------- |
| Oberst | Hans-Joachim Kahler | juli 1944        | 22 december 1944 |
| Major  | von Courbière       | 22 december 1944 | 27 december 1944 |
| Oberst | Hellmuth Mäder      | 27 december 1944 | 26 januari 1945  |

Oberst Kahler raakte zwaar gewond toen zijn halfrupsvoertuig geraakt werd door artillerievuur bij een tegenaanval. Major von Courbière nam tijdelijk het bevel over.